# Gëzim Aliu
Gëzim Aliu, né en 1977, est un écrivain de langue albanaise. Il vit à Pristina au Kosovo.

## Biographie
Gëzim Aliu est auteur d'un essai sur l'écrivain Ismaïl Kadaré, d'un roman, et d'une quarantaine de récits réunis dans un livre dont le titre est Libri i fundit (Le dernier livre), publié en 2012.
Après des études de lettres à l'Université de Pristina, il est employé à l'Institut d'Albanologie de Pristina et devient parallèlement rédacteur de la revue littéraire kosovare Jeta e re.
À ce titre, il dirige en 2011 un numéro spécial de 500 pages consacré à Ismaïl Kadaré dans lequel figurent des contributions d'auteurs tels que  par exemple John Updike, Alain Bosquet, Éric Faye, Arshi Pipa, Rexhep Qosja, Ibrahim Rugova, Agron Tufa, Basri Çapriqi, etc.
En 2012 il est auteur en résidence à KulturKontact à Vienne en Autriche.

## Œuvres
- Diskuset e ideve në prozën e Kadarese, essai, Pristina, 2007
- Në Klubin e të shëmtuarve (roman) Pristina, Faik Konica, 2009  (ISBN 978-9951-06-265-7)
- Libri i fundit (récits) Pristina, 2012